# Laura Bridgman
Laura Bridgman   (Hanover, 21 de desembre de 1829 - Boston, 24 de maig de 1889) va ser una educadora i escriptora sordcega estatunidenca. Va ser la primera sordcega en cursar estudis secundaris als Estats Units i la primera en obtenir notorietat internacional, cinquanta anys abans que no ho fes la Helen Keller.
Bridgman va quedar sorda i cega a l'edat de dos anys després de patir un brot d'escarlatina. Va ser educada a l'institut Perkins Institution for the Blind, a Boston. Sota la direcció de Samuel Gridley Howe, hi va aprendre a llegir i comunicar-se amb braille i l'alfabet dactilològic desenvolupat per Charles-Michel de l'Épée.
Durant diversos anys, Bridgman va obtenir certa notorietat quan l'escriptor Charles Dickens la va conèixer durant el seu viatge per Estats Units el 1842 i va escriure sobre els seus èxits en les seves American Notes. No obstant això, la seva fama va durar poc, i va passar la resta de la seva vida en un relatiu anonimat, la major part a l'Institut Perkins. Hi passava el temps cosint i llegint llibres en braille.